# أرشيبالد إس. كلارك
أرشيبالد إس. كلارك (بالإنجليزية: Archibald S. Clarke)‏ هو محامي وقاضي وسياسي أمريكي، ولد في 1788 في الولايات المتحدة، وتوفي في 4 ديسمبر 1821 في نفس البلد. حزبياً، نشط في الحزب الجمهوري الديمقراطي. وقد انتخب عضو جمعية ولاية نيويورك وانتخب عضو مجلس ولاية نيويورك وانتخب عضو مجلس النواب الأمريكي.